# Giá trị quan

Bản đồ văn hoá thế giới Inglehart–Welzel (bản đồ thế giới của văn hoá, tín ngưỡng, ngôn ngữ và nhân chủng) do nhà chính trị học xã hội Ronald Inglehart và Christian Welzel kiến lập.

Giá trị quan (tiếng Anh: values) là căn cứ về phương diện cảm quan và tư duy nhất định của người mà nhận thức, lí giải, phán đoán hoặc tuyển chọn được sinh ra, cũng chính là một chủng loại tư duy hoặc định hướng mà người nhận định sự vật hoặc phân biệt xác định phải trái, từ đó bản chất được biểu hiện ra bên ngoài giá trị hoặc tác dụng nhất định của người, sự việc hoặc sự vật; ở trong xã hội giai cấp, giai cấp không giống nhau có quan niệm giá trị không giống nhau. Giá trị quan có sẵn đặc điểm của tính ổn định và tính lâu dài, tính lịch sử với tính chọn lựa cùng tính chủ quan. Giá trị quan có tác dụng dẫn hướng về động cơ, vả lại phản ánh nhận thức và tình hình nhu cầu của nhiều người. Nghiên cứu khá nức tiếng về giá trị quan bao gồm nghiên cứu giá trị quan của loài người của nhà tâm lí học nhân cách Gordon Willard Allport, quyển câu hỏi phương thức sinh hoạt của nhà triết học Charles William Morris, bảng điều tra giá trị của nhà tâm lí học xã hội Milton Rokeach, v.v

## Định nghĩa
Giá trị quan là căn cứ về phương diện cảm quan và tư duy nhất định của người mà nhận thức, lí giải, phán đoán hoặc tuyển chọn được sinh ra, cũng chính là một chủng loại tư duy hoặc định hướng mà người nhận định sự vật hoặc phân biệt xác định phải trái, từ đó bản chất được biểu hiện ra bên ngoài giá trị hoặc tác dụng nhất định của người, sự việc hoặc sự vật; ở trong xã hội giai cấp, giai cấp không giống nhau có quan niệm giá trị không giống nhau.
Bất luận một chủng loại tư tưởng nào trước khi không có bị sự phủ nhận tuyệt đối, thì thị giác, bối cảnh, phán đoán mà chủng loại tư tưởng này hình thành cùng với ý nghĩa mà nó trần thuật và thuyết minh, đều sẽ có chỗ tồn tại giá trị khách quan ở trong tiêu chuẩn nhất định, cho nên giá trị của chủng loại tư tưởng này là do ở tiêu chuẩn và ý nghĩa mà nó được thừa nhận, chính là sự nhận biết và lí giải của người về chủng loại tư tưởng này, đây là cái giản đơn nhất bên trong tư duy của bản tính con người, cũng là chỗ tồn tại phán xét chân thật nhất, cái này cũng lập tức phán xét đưa ra một chủng loại tư tưởng có là vĩ đại hay không và loại tư tưởng này lại thêm có thể biến thành ngọn nguồn của giá trị quan hay không.

## Đặc điểm

### Tính ổn định và tính lâu dài
Giá trị quan có sẵn tính ổn định và tính lâu dài tương đối. Ở trong thời gian, địa điểm và điều kiện quy định đặc biệt, giá trị quan của nhiều người luôn luôn tương đối ổn định và lâu dài. Ví như, cái tốt và xấu về chủng loại người hoặc sự vật nào đó luôn luôn có một phương thức nhìn vấn đề và nghị luận giá trị, ở trong tình hình mà điều kiện không thay đổi loại nhận thức kiến giải này không có khả năng thay đổi.

### Tính lịch sử và tính chọn lựa
Giá trị quan hình thành ở trong thời đại khác nhau và hoàn cảnh sinh hoạt xã hội khác nhau là khác nhau. Giá trị quan của một cá nhân là từ giai đoạn khởi đầu ra đời, ở bên trong ảnh hưởng của gia đình và xã hội, từng bước một hình thành. Phương thức sản xuất xã hội ở nơi mà một cá nhân cư trú và địa vị kinh tế nơi mà nó cư trú, sự hình thành về giá trị quan của nó có sự ảnh hưởng mang tính quyết định. Tất nhiên, quan điểm của các loại tuyên truyền như báo chí và tuần san, máy truyền hình và đài phát thanh vô tuyến điện cùng quan điểm với hành vi của cha mẹ, thầy cô, bạn hữu và mọi người công chúng, giá trị quan về một cá nhân cũng có ảnh hưởng không được coi thường.

### Tính chủ quan
Tiêu chí chỉ ra dùng để phân biệt tốt và xấu, là căn cứ vào thước đo của nội tâm cá nhân mà tiến hành cân nhắc và nghị luận giá trị, một ít tiêu chuẩn này đều có thể gọi là giá trị quan.

## Tác dụng
Việc định hướng và điều tiết của giá trị quan về hành vi của chính bản thân người đã đưa ra tác dụng vô cùng trọng yếu. Giá trị quan quyết định nhận thức bản thân của người, nó trực tiếp ảnh hưởng và quyết định lí tưởng, niềm tin, mục tiêu sinh sống và tính chất theo đuổi phương hướng. Tác dụng của bản chất giá trị quan về đại thể biểu hiện hai phương diện ở bên dưới:
1. Giá trị quan có tác dụng dẫn hướng về động cơ, động cơ của hành vi người bị chi phối và ràng buộc của giá trị quan, giá trị quan có ảnh hưởng trọng đại về kiểu mẫu của động cơ, ở trong điều kiện khách quan đồng dạng, mỗi người có sẵn giá trị quan khác nhau, kiểu mẫu động cơ của nó không giống nhau, hành vi sản sinh cũng không giống nhau, phương hướng mục đích của động cơ bị chi phối của giá trị quan, chỉ có những cái phán đoán giá trị đi qua được thừa nhận là có thể chọn lấy, thì mới có thể biến đổi động cơ của hành vi, và lại lấy đó làm mục tiêu dẫn đường hành vi của người.
2. Giá trị quan phản ánh nhận thức và tình hình nhu cầu của người, giá trị quan là giá trị nghị luận và phương pháp nhìn vấn đề, do đó từ một phương diện nào đó nó đã phản ánh nhân sinh quan và thế giới quan của người, rồi phản ánh thế giới nhận biết chủ quan của người.[2]

## Tính trọng yếu
1. Sự thống nhất của giá trị quan về phương diện tư tưởng và nhận thức là nền tảng của quan hệ giữa người với người.
2. Sự tương tác cùng với hoà hợp nhất trí và phối hợp thoả đáng của giá trị quan về phương diện lợi ích là trung tâm hạt nhân của quan hệ giữa người với người.
3. Sự khai thông của giá trị quan về phương diện tin tức là then chốt hình thành quan hệ giữa người với người lành mạnh.
4. Sự tương đồng xu hướng của giá trị quan về phương diện thật tiễn là bảo chứng quan hệ giữa người với người.

## Giá trị quan đời người
Giá trị quan đời người, còn gọi là giá trị quan nhân sinh, là một chủng loại giá trị quan đặc thù, là tác dụng và ý nghĩa mà thật tiễn sinh hoạt của người có sẵn đối với xã hội và cá nhân. Chọn lựa mục đích đời người loại gì, đi đường cái đời người loại gì, làm thế nào xử lí một dãy mâu thuẫn như cá nhân với xã hội, hiện thật với lí tưởng, chi ra với thu hoạch, thân thể với tinh thần, sống với chết, v.v, người luôn luôn có lấy có bỏ, có tốt có xấu, đối với việc tán thành cái gì, phản đối cái gì, chấp nhận cái gì tẩy chay cái gì, tất cả đều sẽ có tiêu chuẩn nhất định. Giá trị đời người là căn cơ mà người suy xét và đắn đo vấn đề đời người từ góc độ giá trị.
Ở bên trong óc suy xét liên quan đến đời người, để trả lời vấn đề "vì sao", tức là vấn đề của mục đích đời người, cần lấy đặc tính giá trị của đời người và lời nói hoặc bài văn nghị luận về đời người làm căn cơ. Một cá nhân theo đuổi một cách tự giác mục đích đời người mà tự mình nhận định, là bởi vì anh ta đã làm ra phán đoán giá trị khẳng định về đời người mà tự thân mình chọn lựa, biết rằng sinh sống loại này có sẵn giá trị hoặc đạt tới sáng chế giá trị. Để trả lời vấn đề "làm thế nào", tức là vấn đề của thái độ đời người, cùng một loại trên cần lấy phán đoán giá trị về đời người làm căn cơ.

## Giá trị quan nghề nghiệp
Giá trị quan nghề nghiệp chỉ biểu hiện cụ thể của mục tiêu đời người và thái độ đời người ở phương diện chọn lựa nghề nghiệp, cũng chính là nhận thức và thái độ của một cá nhân về nghề nghiệp cùng với cái theo đuổi và cái hướng đến của anh ta về mục tiêu của nghề nghiệp. Việc suy đoán đánh giá giá trị quan có sự giúp đỡ từ quyết sách của nghề nghiệp và mức độ hài lòng nâng cao công việc.
Sự ảnh hưởng của lí tưởng, niềm tin và thế giới quan đối với nghề nghiệp, tập trung thể hiện ở trên giá trị quan của nghề nghiệp.
Thành ngữ chữ Hán có nói rằng: "Nhân các hữu chí", nghĩa là mỗi một người tự có nguyện vọng chí hướng không giống nhau, không nên gượng ép làm việc. Chữ "chí" này biểu hiện đúng là giá trị quan nghề nghiệp về phương diện chọn lựa nghề nghiệp, nó là một chủng loại thái độ và hành vi của chọn lựa nghề nghiệp mà có sẵn tính mục đích, tính tự giác và tính kiên định xác thực rõ ràng, với một cá nhân mục tiêu nghề nghiệp và động cơ chọn nghề đã đưa ra tác dụng mang tính quyết định.
Bởi vì sự khác nhau của mỗi một cá nhân ở các phương diện như điều kiện thân thể với tinh thần, kinh nghiệm từng trải lâu năm, tình hình giáo dục, ảnh hưởng gia đình, yêu thích hứng thú, v.v, người có đánh giá chủ quan khác nhau về các loại nghề nghiệp. Từ góc độ xã hội mà giảng giải, bởi vì sự phát triển của phân công xã hội và lạc hậu tương đối của tiêu chuẩn năng lực sản xuất, các loại nghề nghiệp xét trong phạm vi rất nhiều vấn đề như về nội dung của tính chất lao động, về nan độ và cường độ của lao động, về điều kiện và đãi ngộ của lao động, về hình thức chế độ sở hữu và tính ổn định, v.v đều đã tồn tại sai biệt. Lại thêm lên trên các ảnh hưởng của quan niệm tư tưởng truyền thống, địa vị và tiếng tăm danh vọng của các loại nghề nghiệp ở trong suy nghĩ và cách nhìn của mỗi người dù cũng có sự nhận biết của tốt xấu và cao thấp, những cái nghị luận giá trị này đều đã hình thành giá trị quan nghề nghiệp của người, đồng thời ảnh hưởng sự chọn lựa về phương hướng làm việc và cương vị nghề nghiệp cụ thể của người.
Mỗi chủng loại nghề nghiệp đều có đặc tính riêng biệt, mỗi người nhận thức khác nhau về ý nghĩa của nghề nghiệp, có sự đánh giá và định hướng khác nhau về cái tốt cái xấu của nghề nghiệp, đây chính là giá trị quan nghề nghiệp. Giá trị quan nghề nghiệp đã quyết định kì vọng nghề nghiệp của mỗi người, ảnh hưởng sự chọn lựa của mỗi người về phương hướng nghề nghiệp và mục tiêu nghề nghiệp, quyết định thái độ nghề nghiệp và tiêu chuẩn công lao thành tích của lao động sau khi mỗi người làm việc, từ đó đã quyết định tình hình phát triển nghề nghiệp của mỗi người. Nghề nghiệp nào tốt ? Cương vị nào phù hợp bản thân ? Mục đích đảm trách một hạng mục công việc cụ thể nào đó là gì ? Những vấn đề này đều là biểu hiện cụ thể của giá trị quan nghề nghiệp.

## Giá trị quan chính trị
Giá trị quan chính trị thông thường chỉ đến chính là phương thức nhìn vấn đề của thành viên xã hội về thế giới của chính trị, bao hàm tiêu chuẩn mà thành viên viên xã hội đối đãi và nghị luận giá trị một chủng loại hệ thống chính trị nào đó và hoạt động chính trị của nó, cùng với tiêu chuẩn chọn lựa quan niệm giá trị và mô thức hành vi của chủ thể chính trị mà từ đó hình thành.
Dưới ảnh hưởng của một chủng loại văn hoá chính trị nào đó, thành viên xã hội xét về tổng thể đều tồn tại một chủng loại quan niệm giá trị chính trị nhất luật cơ bản. Nó trực tiếp ảnh hưởng niềm tin, tín ngưỡng và thái độ chính trị của chủ thể hành vi chính trị.